# أويفيند بيرغ (متزلج قفز)
أويفيند بيرغ (بالنرويجية البوكمول: Øyvind Berg)‏ هو متزلج قفز نرويجي، ولد في 10 مارس 1971 في أورشكوغ-هولاند في النرويج.

## وصلات خارجية
- أويفيند بيرغ على موقع الاتحاد الدولي للتزلج (القفز التزلجي) (الإنجليزية)
- أويفيند بيرغ على موقع أوليمبيديا (الإنجليزية)